# 3 أبريل
- السبت
- الأحد
- الاثنين
- الثلاثاء
- الأربعاء
- الخميس
- الجمعة

- 2929 رمضان 1446  هـ
- 301 شوال 1446  هـ
- 312 شوال 1446  هـ
- 13 شوال 1446  هـ
- 24 شوال 1446  هـ
- 35 شوال 1446  هـ
- 46 شوال 1446  هـ
- 57 شوال 1446  هـ
- 68 شوال 1446  هـ
- 79 شوال 1446  هـ
- 810 شوال 1446  هـ
- 911 شوال 1446  هـ
- 1012 شوال 1446  هـ
- 1113 شوال 1446  هـ
- 1214 شوال 1446  هـ
- 1315 شوال 1446  هـ
- 1416 شوال 1446  هـ
- 1517 شوال 1446  هـ
- 1618 شوال 1446  هـ
- 1719 شوال 1446  هـ
- 1820 شوال 1446  هـ
- 1921 شوال 1446  هـ
- 2022 شوال 1446  هـ
- 2123 شوال 1446  هـ
- 2224 شوال 1446  هـ
- 2325 شوال 1446  هـ
- 2426 شوال 1446  هـ
- 2527 شوال 1446  هـ
- 2628 شوال 1446  هـ
- 2729 شوال 1446  هـ
- 2830 شوال 1446  هـ
- 291 ذو القعدة 1446  هـ
- 302 ذو القعدة 1446  هـ
- 13 ذو القعدة 1446  هـ
- 24 ذو القعدة 1446  هـ

3 أبريل أو 3 نيسان أو يوم 3 \ 4 (اليوم الثالث من الشهر الرابع) هو اليوم الثالث والتسعون (93) من السنة البسيطة، أو اليوم الرابع والتسعون (94) من السنوات الكبيسة وفقًا للتقويم الميلادي الغربي (الغريغوري). يبقى بعده 272 يومًا لانتهاء السنة.

## أحداث
- 1042 - إدوارد المعترف يتوج ملكًا على إنكلترا.
- 1077 - إنشاء أول برلمان في منطقة فريولي بإيطاليا.
- 1512 - السلطان العثماني بايزيد الثاني يتنازل عن العرش لابنه سليم الأول.
- 1559 - توقيع معاهدة سلام كاتو- كامبريسيس، وإنهاء الحروب الإيطالية.
- 1834 - محاكمة القادة العسكريين في حرب الاستقلال اليونانية بتهمة الخيانة.
- 1865 - قوات الاتحاد الأمريكية في الشمال تسيطر على مدينة ريتشموند عاصمة الولايات الكونفدرالية الأمريكية في الجنوب، وذلك أثناء الحرب الأهلية الأمريكية.
- 1885 -منح غوتليب دايملر براءة اختراع ألمانية لتصميم محرك سيارته.
- 1935 - شركة «ستاندرد أويل أوف كاليفورنيا» تبدأ أعمال البحث والحفر عن النفط في الأراضي السعودية.
- 1941 - جلاء القوات البريطانية عن ميناء بنغازي وذلك خلال الحرب العالمية الثانية.
- 1949 - توقيع اتفاقية هدنة بين الأردن وإسرائيل في رودس.
- 1970 - منتخب الكويت لكرة القدم يفوز بكأس بطولة الخليج الأولى لكرة القدم المقامة في البحرين.
- 1973 - المخترع الأمريكي مارتن كوبر يجري أول مكالمة هاتفية في التاريخ عبر الهاتف النقال.
- 1991 - صدور قرار مجلس الأمن رقم 687 والقاضي بوقف رسمي لإطلاق النار بعد حرب تحرير الكويت، وبتدمير أسلحة الدمار الشامل العراقية وإنشاء صندوق خاص بتعويضات يدفعها العراق، وقد وافق العراق على هذا القرار في 6 أبريل.
- 1996 - تحطم طائرة بوينغ تي-43 تابعة للقوات الجوية الأمريكية في كرواتيا وذلك خلال مهمة رسمية.
- 1997 - حدوث مجزرة ثاليت قرب مدينة المدية كجزء من الحرب الأهلية الجزائرية وقد قتل فيها 52 شخص بينما تبقى على قيد الحياة شخص واحد من ساكني القرية.
- 2007 - تعيين الشيخ حمد بن جاسم بن جبر آل ثاني رئيساً لوزراء قطر.
- 2010 - رئيس إقليم كردستان العراق مسعود برزاني يعلن أن الكتل الكردية الفائزة في الانتخابات التشريعية العراقية اتفقت على ترشيح الرئيس العراقي جلال طالباني لولاية رئاسية أخرى.
- 2011 - الرئيس السوري بشار الأسد يعين عادل سفر رئيسًا للوزراء.
- 2016 - الإعلان عن تسريب واسع وكبير لمجموعة من الوثائق حول التهرب الضريبي تحت اسم وثائق بنما، وقد شملت قائمة الأشخاص المتورطين بهذه الفضيحة عدة ملوك ورؤساء عرب وغربيين.
- 2017 - هجوم بمحطة مترو أنفاق سانت بطرسبرغ بروسيا يوقع 14 قتيلًا وأكثر من 64 جريحًا.
- 2020 - عدد الإصابات المؤكدة بجائحة فيروس كورونا يتخطّى حاجز المليون شخص حول العالم، من بينهم أكثر من 54 ألف حالة وفاة وحوالي 218 ألف حالة تماثلت للشفاء.
- 2021 - اعتقالات في الأردن تشمل حسن بن زيد (من الأسرة المالكة) ورئيس الديوان الملكي السابق، ووساطة الأمير الحسن بن طلال لفك الإقامة الجبرية عن ولي العهد السابق حمزة بن الحسين.
- 2024 - زلزال بقوة 7.2 ريختر يضرب مدينة هواليان في تايوان.
- 2025 - المجر تعلن الانسحاب من المحكمة الجنائية الدولية بالتزامن مع زيارة رئيس وزراء إسرائيل بنيامين نتنياهو الذي طلبت المحكمة توقيفه.

## مواليد
- 1881 - ألتشيدي دي غاسبيري، رئيس وزراء إيطالي.
- 1900 - كميل شمعون، رئيس الجمهورية اللبنانية.
- 1922 - دوريس داي، ممثلة أمريكية.
- 1924 - مارلون براندو، ممثل أمريكي.
- 1925 - توني بين، سياسي بريطاني.
- 1930 - هلموت كول، مستشار ألمانيا الأسبق.
- 1940 - زياد أبو زياد، صحفي، ومحامي وسياسي فلسطيني.
- 1949 - جوزيف كوفاتش، لاعب كرة قدم هنغاري.
- 1958 -
  - أليك بالدوين، ممثل أمريكي.
  - أبو العلا ماضي، سياسي مصري.
- 1960 - فخرية خميس، ممثلة عُمانية.
- 1961 - إيدي ميرفي، ممثل أمريكي.
- 1978 - تومي هاس، لاعب كرة مضرب ألماني.
- 1980
  - مها محمد، مذيعة وممثلة كويتية.
  - محمد فنونة، لاعب بارالمبي فلسطيني.
- 1983 - بن فورستر، حارس مرمى كرة قدم إنجليزي.
- 1986 -
  - أماندا بينز، ممثلة أمريكية.
  - سيرجيو سانتشيز أورتيغا، لاعب كرة قدم إسباني.
- 1987 -
  - سال زيزو، لاعب كرة قدم أمريكي.
  - أسامة الدراجي، لاعب كرة قدم تونسي.
- 1988 - تيم كرول، لاعب كرة قدم هولندي.

## وفيات
- 1897 - يوهانس برامس، موسيقي ألماني.
- 1930 - إيما ألباني، مغنية أوبرا وملحنة كندية بريطانية.
- 1946 - محمد حرز الدين، فقيه شيعي وشاعر عراقي.
- 1991 - غراهام غرين، كاتب إنجليزي.
- 1993 - عبد العظيم عبد الحق، مُمثل ومُلحن مصري.
- 2003 - درية أحمد، ممثلة مصرية.
- 2006 - محمد الماغوط، شاعر وكاتب وأديب سوري.
- 2014 - ماكسيمو كاخال، دبلوماسي إسباني.
- 2016 -
  - تشيزاري مالديني، لاعب ومدرب كرة قدم إيطالي.
  - كوجي وادا، مغني ياباني.
- 2022 - يمينة بشير، مخرجة سينمائية جزائرية.

## أعياد ومناسبات
- يوم الفاصولياء في اليابان.

## وصلات خارجية
- النيويورك تايمز: حدث في مثل هذا اليوم.
- BBC: حدث في مثل هذا اليوم.